# Coppa Libertadores 2013
La Copa Libertadores de América 2013 (ufficialmente Copa Bridgestone Libertadores de América 2013 per ragioni di sponsorizzazione) è stata la 54ª edizione della Copa Libertadores, la maggiore competizione internazionale per club organizzata dalla CONMEBOL, la federazione calcistica sudamericana. È iniziata il 22 gennaio e si è conclusa il 24 luglio. Presero parte 38 club provenienti da 11 paesi: Argentina, Bolivia, Brasile, Cile, Colombia, Ecuador, Paraguay, Perù, Uruguay, Venezuela e Messico.
L'Atlético Mineiro di Belo Horizonte ha conquistato per la prima volta la coppa battendo nella doppia finale l'Olimpia di Asunción, ottenendo così anche l'accesso alla Coppa del mondo per club FIFA 2013 e contenderà la Recopa Sudamericana 2014 al vincitore della Copa Sudamericana 2013.

## Squadre qualificate
Le squadre in grassetto accedono direttamente alla fase a gironi.
| Nazione                     | Squadra                         | Metodo di qualificazione                                |
| --------------------------- | ------------------------------- | ------------------------------------------------------- |
| Argentina 5 posti           | Arsenal Sarandí (Argentina 1)   | Vincitore Clausura 2012                                 |
| Argentina 5 posti           | Vélez Sarsfield (Argentina 2)   | Vincitore Inicial 2012                                  |
| Argentina 5 posti           | Newell's Old Boys (Argentina 3) | Miglior piazzato nel 2012 tra i non campioni            |
| Argentina 5 posti           | Boca Juniors (Argentina 4)      | Secondo miglior piazzato nel 2012 tra i non campioni    |
| Argentina 5 posti           | Tigre (Argentina 5)             | Miglior piazzamento nella Copa Sudamericana 2012        |
| Bolivia 3 posti             | The Strongest (Bolivia 1)       | Vincitore Clausura 2012 e Apertura 2012                 |
| Bolivia 3 posti             | San José (Bolivia 2)            | Secondo classificato Clausura 2012 e Apertura 2012      |
| Bolivia 3 posti             | Bolívar (Bolivia 3)             | Vincitore playoff Clausura 2012-Apertura 2012           |
| Brasile 5+1 posti           | Corinthians (Brazil 1)          | Vincitore Coppa Libertadores 2012                       |
| Brasile 5+1 posti           | Fluminense (Brazil 2)           | Vincitore Série A 2012                                  |
| Brasile 5+1 posti           | Palmeiras (Brazil 3)            | Vincitore Coppa del Brasile 2012                        |
| Brasile 5+1 posti           | Atlético Mineiro (Brazil 4)     | Secondo classificato Série A 2012                       |
| Brasile 5+1 posti           | Grêmio (Brazil 5)               | Terzo classificato Série A 2012                         |
| Brasile 5+1 posti           | San Paolo (Brazil 6)            | Quarto classificato Série A 2012                        |
| Cile 3 posti                | Universidad de Chile (Chile 1)  | Vincitore Apertura 2012                                 |
| Cile 3 posti                | Huachipato (Chile 2)            | Vincitore Clausura 2012                                 |
| Cile 3 posti                | Dep. Iquique (Chile 3)          | Miglior piazzato non campione Primera División 2012     |
| Colombia 3 posti            | Santa Fe (Colombia 1)           | Vincitore Apertura 2012                                 |
| Colombia 3 posti            | Millonarios (Colombia 2)        | Vincitore Finalización 2012                             |
| Colombia 3 posti            | Deportes Tolima (Colombia 3)    | Miglior piazzato non campione Categoría Primera A 2012  |
| Ecuador 3 posti             | Barcelona SC (Ecuador 1)        | Vincitore Serie A 2012                                  |
| Ecuador 3 posti             | Emelec (Ecuador 2)              | Secondo classificato Serie A 2012                       |
| Ecuador 3 posti             | LDU Quito (Ecuador 3)           | Terzo classificato Serie A 2012                         |
| Paraguay 3 posti            | Libertad (Paraguay 1)           | Vincitore Clausura 2012                                 |
| Paraguay 3 posti            | Cerro Porteño (Paraguay 2)      | Vincitore Apertura 2012                                 |
| Paraguay 3 posti            | Olimpia (Paraguay 3)            | Miglior piazzato non campione División Profesional 2012 |
| Perù 3 posti                | Sporting Cristal (Perù 1)       | Vincitore Campeonato Descentralizado 2012               |
| Perù 3 posti                | Real Garcilaso (Peru 2)         | Secondo classificato Campeonato Descentralizado 2012    |
| Perù 3 posti                | U. César Vallejo (Peru 3)       | Miglior piazzato Campeonato Descentralizado 2012        |
| Uruguay 3 posti             | Nacional (Uruguay 1)            | Vincitore Primera División 2011-12                      |
| Uruguay 3 posti             | Peñarol (Uruguay 2)             | Secondo classificato Primera División 2011-12           |
| Uruguay 3 posti             | Defensor Sporting (Uruguay 3)   | Terzo classificato Primera División 2011-12             |
| Venezuela 3 posti           | Deportivo Lara (Venezuela 1)    | Vincitore Primera División 2011-12                      |
| Venezuela 3 posti           | Caracas (Venezuela 2)           | Secondo classificato Primera División 2011-12           |
| Venezuela 3 posti           | Dep. Anzoátegui (Venezuela 3)   | Miglior piazzato non finalista Primera División 2011-12 |
| Messico (CONCACAF) 3 inviti | Toluca (Mexico 1)               | Primo classificato Apertura 2012                        |
| Messico (CONCACAF) 3 inviti | Club Tijuana (Mexico 2)         | Secondo classificato Apertura 2012                      |
| Messico (CONCACAF) 3 inviti | León (Mexico 3)                 | Terzo classificato Apertura 2012                        |

## Date
Le date indicate cadono di mercoledì, ma le partite potranno essere disputate anche nel giorno precedente e in quello seguente.
| Fase             | Data                                                                    |
| ---------------- | ----------------------------------------------------------------------- |
| Primo turno      | 23 gennaio e 30 gennaio 2013                                            |
| Fase a gironi    | 6, 13, 20 e 27 febbraio 2013; 6 e 13 marzo 2013; 3, 10 e 17 aprile 2013 |
| Ottavi di finale | 24 aprile-1º maggio e 8 maggio 2013                                     |
| Quarti di finale | 15 e 22 maggio 2013                                                     |
| Semifinali       | 3 e 10 luglio 2013                                                      |
| Finale           | 17 e 24 luglio 2013                                                     |

## Primo turno
Al primo turno partecipano dodici squadre. Le sei vincitrici del doppio confronto (andata e ritorno) si qualificheranno alla fase a gironi.
| Squadra 1         | Totale            | Squadra 2            | Andata | Ritorno |
| ----------------- | ----------------- | -------------------- | ------ | ------- |
| Tigre             | 5 – 1             | Deportivo Anzoátegui | 2 – 1  | 3 – 0   |
| LDU Quito         | 1 – 1 (4 – 5 dtr) | Grêmio               | 1 – 0  | 0 – 1   |
| Deportes Tolima   | 2 – 1             | U. César Vallejo     | 1 – 0  | 1 – 1   |
| Defensor Sporting | 0 – 2             | Olimpia              | 0 – 0  | 0 – 2   |
| San Paolo         | 8 – 4             | Bolívar              | 5 – 0  | 3 – 4   |
| Léon              | 2 – 2 (2 – 4 dtr) | Deportes Iquique     | 1 – 1  | 1 – 1   |

## Fase a gironi
La fase a gironi è iniziata il 12 febbraio e terminerà il 17 aprile. Le prime due classificate di ciascun girone si qualificheranno per la fase ad eliminazione diretta.

### Gruppo 1
| Squadra      | Pt | G | V | N | P | GF | GS | DR |
| ------------ | -- | - | - | - | - | -- | -- | -- |
| Nacional     | 10 | 6 | 3 | 1 | 2 | 10 | 6  | +4 |
| Boca Juniors | 9  | 6 | 3 | 0 | 3 | 7  | 7  | 0  |
| Toluca       | 8  | 6 | 2 | 2 | 2 | 8  | 11 | -3 |
| Barcelona    | 6  | 6 | 1 | 3 | 2 | 5  | 6  | -1 |

|              | BAR   | NAC   | BOC   | TOL   |
| ------------ | ----- | ----- | ----- | ----- |
| Barcelona SC | –     | 1 – 0 | 1 – 2 | 0 – 0 |
| Nacional     | 2 – 2 | –     | 0 – 1 | 4 – 0 |
| Boca Juniors | 1 – 0 | 0 – 1 | –     | 1 – 2 |
| Toluca       | 1 – 1 | 2 – 3 | 3 – 2 | –     |

### Gruppo 2
| Squadra          | Pt | G | V | N | P | GF | GS | DR |
| ---------------- | -- | - | - | - | - | -- | -- | -- |
| Palmeiras        | 9  | 6 | 3 | 0 | 3 | 5  | 5  | 0  |
| Tigre            | 9  | 6 | 3 | 0 | 3 | 9  | 10 | -1 |
| Libertad         | 8  | 6 | 2 | 2 | 2 | 10 | 9  | +1 |
| Sporting Cristal | 8  | 6 | 2 | 2 | 2 | 8  | 8  | 0  |

|                  | SPO   | LIB   | PAL   | TIG   |
| ---------------- | ----- | ----- | ----- | ----- |
| Sporting Cristal | –     | 1 – 1 | 1 – 0 | 2 – 0 |
| Libertad         | 2 – 2 | –     | 2 – 0 | 3 – 5 |
| Palmeiras        | 2 – 1 | 1 – 0 | –     | 2 – 0 |
| Tigre            | 3 – 1 | 0 – 2 | 1 – 0 | –     |

### Gruppo 3
| Squadra          | Pt | G | V | N | P | GF | GS | DR |
| ---------------- | -- | - | - | - | - | -- | -- | -- |
| Atlético Mineiro | 15 | 6 | 5 | 0 | 1 | 16 | 9  | +7 |
| San Paolo        | 7  | 6 | 2 | 1 | 3 | 8  | 8  | 0  |
| Arsenal          | 7  | 6 | 2 | 1 | 3 | 10 | 15 | -5 |
| The Strongest    | 6  | 6 | 2 | 0 | 4 | 8  | 10 | -2 |

|                  | ARS   | STR   | ATL   | SPA   |
| ---------------- | ----- | ----- | ----- | ----- |
| Arsenal Sarandí  | –     | 2 – 1 | 2 – 5 | 2 – 1 |
| The Strongest    | 2 – 1 | –     | 1 – 2 | 2 – 1 |
| Atlético Mineiro | 5 – 2 | 2 – 1 | –     | 2 – 1 |
| San Paolo        | 1 – 1 | 2 – 1 | 2 – 0 | –     |

### Gruppo 4
| Squadra          | Pt | G | V | N | P | GF | GS | DR |
| ---------------- | -- | - | - | - | - | -- | -- | -- |
| Vélez Sarsfield  | 13 | 6 | 4 | 1 | 1 | 10 | 3  | +7 |
| Emelec           | 10 | 6 | 3 | 1 | 2 | 5  | 4  | +1 |
| Peñarol          | 9  | 6 | 3 | 0 | 3 | 7  | 7  | 0  |
| Deportes Iquique | 3  | 6 | 1 | 0 | 5 | 5  | 13 | -8 |

|                 | VEL   | PEN   | EME   | DEP   |
| --------------- | ----- | ----- | ----- | ----- |
| Vélez Sarsfield | –     | 3 – 1 | 0 – 0 | 3 – 0 |
| Peñarol         | 0 – 1 | –     | 1 – 0 | 3 – 0 |
| Emelec          | 1 – 0 | 2 – 0 | –     | 2 – 1 |
| Dep. Iquique    | 1 – 3 | 1 – 2 | 2 – 0 | –     |

### Gruppo 5
| Squadra      | Pt | G | V | N | P | GF | GS | DR |
| ------------ | -- | - | - | - | - | -- | -- | -- |
| Corinthians  | 13 | 6 | 4 | 1 | 1 | 10 | 2  | +8 |
| Club Tijuana | 13 | 6 | 4 | 1 | 1 | 8  | 4  | +4 |
| San José     | 5  | 6 | 1 | 2 | 3 | 5  | 11 | -6 |
| Millonarios  | 3  | 6 | 1 | 0 | 5 | 2  | 8  | -6 |

|              | COR   | SJO   | MIL   | TIJ   |
| ------------ | ----- | ----- | ----- | ----- |
| Corinthians  | –     | 3 – 0 | 2 – 0 | 3 – 0 |
| San José     | 1 – 1 | –     | 2 – 0 | 1 – 1 |
| Millonarios  | 0 – 1 | 2 – 1 | –     | 0 – 1 |
| Club Tijuana | 1 – 0 | 4 – 0 | 1 – 0 | –     |

### Gruppo 6
| Squadra         | Pt | G | V | N | P | GF | GS | DR |
| --------------- | -- | - | - | - | - | -- | -- | -- |
| Santa Fe        | 14 | 6 | 4 | 2 | 0 | 9  | 4  | +5 |
| Real Garcilaso  | 10 | 6 | 3 | 1 | 2 | 8  | 7  | +1 |
| Deportes Tolima | 8  | 6 | 2 | 2 | 2 | 7  | 5  | +2 |
| Cerro Porteño   | 1  | 6 | 0 | 1 | 5 | 3  | 11 | -8 |

|                 | SAF   | CER   | RGA   | DTO   |
| --------------- | ----- | ----- | ----- | ----- |
| Santa Fe        | –     | 1 – 0 | 2 – 0 | 1 – 1 |
| Cerro Porteño   | 1 – 2 | –     | 0 – 1 | 0 – 0 |
| Real Garcilaso  | 1 – 1 | 5 – 1 | –     | 0 – 3 |
| Deportes Tolima | 1 – 2 | 2 – 1 | 0 – 1 | –     |

### Gruppo 7
| Squadra              | Pt | G | V | N | P | GF | GS | DR |
| -------------------- | -- | - | - | - | - | -- | -- | -- |
| Olimpia              | 13 | 6 | 4 | 1 | 1 | 16 | 7  | +9 |
| Newell's Old Boys    | 9  | 6 | 3 | 0 | 3 | 11 | 10 | +1 |
| Universidad de Chile | 9  | 6 | 3 | 0 | 3 | 7  | 9  | -2 |
| Deportivo Lara       | 4  | 6 | 1 | 1 | 4 | 8  | 16 | -8 |

|                      | DEP   | UDC   | NOB   | Olimpia |
| -------------------- | ----- | ----- | ----- | ------- |
| Deportivo Lara       | –     | 2 – 3 | 2 – 1 | 1 – 5   |
| Universidad de Chile | 2 – 0 | –     | 0 – 2 | 0 – 1   |
| Newell's Old Boys    | 3 – 1 | 1 – 2 | –     | 3 – 1   |
| Olimpia              | 2 – 2 | 3 – 0 | 4 – 1 | –       |

### Gruppo 8
| Squadra    | Pt | G | V | N | P | GF | GS | DR |
| ---------- | -- | - | - | - | - | -- | -- | -- |
| Fluminense | 11 | 6 | 3 | 2 | 1 | 5  | 5  | 0  |
| Grêmio     | 8  | 6 | 2 | 2 | 2 | 10 | 6  | +4 |
| Huachipato | 8  | 6 | 2 | 2 | 2 | 10 | 8  | +2 |
| Caracas    | 6  | 6 | 2 | 0 | 4 | 6  | 12 | -6 |

|            | FLU   | HUA   | CAR   | GRÊ   |
| ---------- | ----- | ----- | ----- | ----- |
| Fluminense | –     | 1 – 1 | 1 – 0 | 0 – 3 |
| Huachipato | 1 – 2 | –     | 1 – 3 | 1 – 1 |
| Caracas    | 0 – 1 | 0 – 4 | –     | 2 – 1 |
| Grêmio     | 0 – 0 | 1 – 2 | 4 – 1 | –     |

## Fase a eliminazione diretta
Gli accoppiamenti degli ottavi di finale, sul modello del tabellone tennistico, avvengono in base a una classifica che si basa sul rendimento nella prima fase. La prima squadra della classifica affronterà l'ultima, la seconda la penultima, la terza la terzultima, la quarta la quartultima e così via. Le prime di ogni girone del secondo turno sono classificate tra le posizioni 1-8, le seconde tra le posizioni 9-16.

### Classifica
| Pos.                 | Squadra            | Pt                 | G                  | V                  | N                  | P                  | GF                 | GS                 | DR                 |
| Prime classificate   | Prime classificate | Prime classificate | Prime classificate | Prime classificate | Prime classificate | Prime classificate | Prime classificate | Prime classificate | Prime classificate |
| -------------------- | ------------------ | ------------------ | ------------------ | ------------------ | ------------------ | ------------------ | ------------------ | ------------------ | ------------------ |
| 1.                   | Atlético Mineiro   | 15                 | 6                  | 5                  | 0                  | 1                  | 16                 | 9                  | +7                 |
| 2.                   | Santa Fe           | 14                 | 6                  | 4                  | 2                  | 0                  | 9                  | 4                  | +5                 |
| 3.                   | Olimpia            | 13                 | 6                  | 4                  | 1                  | 1                  | 16                 | 7                  | +9                 |
| 4.                   | Corinthians        | 13                 | 6                  | 4                  | 1                  | 1                  | 10                 | 2                  | +8                 |
| 5.                   | Vélez Sarsfield    | 13                 | 6                  | 4                  | 1                  | 1                  | 10                 | 3                  | +7                 |
| 6.                   | Fluminense         | 11                 | 6                  | 3                  | 2                  | 1                  | 5                  | 5                  | 0                  |
| 7.                   | Nacional           | 10                 | 6                  | 3                  | 1                  | 2                  | 10                 | 6                  | +4                 |
| 8.                   | Palmeiras          | 9                  | 6                  | 3                  | 0                  | 3                  | 5                  | 5                  | 0                  |
| Seconde classificate |                    |                    |                    |                    |                    |                    |                    |                    |                    |
| 9.                   | Club Tijuana       | 13                 | 6                  | 4                  | 1                  | 1                  | 8                  | 4                  | +4                 |
| 10.                  | Real Garcilaso     | 10                 | 6                  | 3                  | 1                  | 2                  | 8                  | 7                  | +1                 |
| 11.                  | Emelec             | 10                 | 6                  | 3                  | 1                  | 2                  | 5                  | 4                  | +1                 |
| 12.                  | Newell's Old Boys  | 9                  | 6                  | 3                  | 0                  | 3                  | 11                 | 10                 | +1                 |
| 13.                  | Boca Juniors       | 9                  | 6                  | 3                  | 0                  | 3                  | 7                  | 7                  | 0                  |
| 14.                  | Tigre              | 9                  | 6                  | 3                  | 0                  | 3                  | 9                  | 10                 | -1                 |
| 15.                  | Grêmio             | 8                  | 6                  | 2                  | 2                  | 2                  | 10                 | 6                  | +4                 |
| 16.                  | San Paolo          | 7                  | 6                  | 2                  | 1                  | 3                  | 8                  | 8                  | 0                  |

### Tabellone
|  | Ottavi | Ottavi            | Ottavi | Ottavi |                 |                  | Quarti | Quarti | Quarti |  |                  | Semifinali | Semifinali | Semifinali |  |                  | Finale | Finale | Finale |
|  |        |                   |        |        |                 |                  |        |        |        |  |                  |            |            |            |  |                  |        |        |        |
|  | 1      | Atlético Mineiro  | 2      | 4      |                 |                  |        |        |        |  |                  |            |            |            |  |                  |        |        |        |
|  | 16     | San Paolo         | 1      | 1      |                 |                  |        |        |        |  |                  |            |            |            |  |                  |        |        |        |
|  | 16     | San Paolo         | 1      | 1      |                 | Atlético Mineiro | 2      | 1      |        |  |                  |            |            |            |  |                  |        |        |        |
|  |        |                   |        |        |                 | Atlético Mineiro | 2      | 1      |        |  |                  |            |            |            |  |                  |        |        |        |
|  |        | Club Tijuana      | 2      | 1      |                 |                  |        |        |        |  |                  |            |            |            |  |                  |        |        |        |
|  | 8      | Club Tijuana      | 2      | 1      | Palmeiras       | 0                | 1      |        |        |  |                  |            |            |            |  |                  |        |        |        |
|  | 8      |                   |        |        | Palmeiras       | 0                | 1      |        |        |  |                  |            |            |            |  |                  |        |        |        |
|  | 9      | Club Tijuana      | 0      | 2      |                 |                  |        |        |        |  |                  |            |            |            |  |                  |        |        |        |
|  | 9      | Club Tijuana      | 0      | 2      |                 |                  |        |        |        |  | Atlético Mineiro | 0          | 2 (3)      |            |  |                  |        |        |        |
|  |        |                   |        |        |                 |                  |        |        |        |  | Atlético Mineiro | 0          | 2 (3)      |            |  |                  |        |        |        |
|  |        | Newell's Old Boys | 2      | 0 (2)  |                 |                  |        |        |        |  |                  |            |            |            |  |                  |        |        |        |
|  | 4      | Newell's Old Boys | 2      | 0 (2)  | Corinthians     | 0                | 1      |        |        |  |                  |            |            |            |  |                  |        |        |        |
|  | 4      |                   |        |        | Corinthians     | 0                | 1      |        |        |  |                  |            |            |            |  |                  |        |        |        |
|  | 13     | Boca Juniors      | 1      | 1      |                 |                  |        |        |        |  |                  |            |            |            |  |                  |        |        |        |
|  | 13     | Boca Juniors      | 1      | 1      |                 | Boca Juniors     | 0      | 0 (9)  |        |  |                  |            |            |            |  |                  |        |        |        |
|  |        |                   |        |        |                 | Boca Juniors     | 0      | 0 (9)  |        |  |                  |            |            |            |  |                  |        |        |        |
|  |        | Newell's Old Boys | 0      | 0 (10) |                 |                  |        |        |        |  |                  |            |            |            |  |                  |        |        |        |
|  | 5      | Newell's Old Boys | 0      | 0 (10) | Vélez Sarsfield | 1                | 1      |        |        |  |                  |            |            |            |  |                  |        |        |        |
|  | 5      |                   |        |        | Vélez Sarsfield | 1                | 1      |        |        |  |                  |            |            |            |  |                  |        |        |        |
|  | 12     | Newell's Old Boys | 0      | 2      |                 |                  |        |        |        |  |                  |            |            |            |  |                  |        |        |        |
|  | 12     | Newell's Old Boys | 0      | 2      |                 |                  |        |        |        |  |                  |            |            |            |  | Atlético Mineiro | 0      | 2 (4)  |        |
|  |        |                   |        |        |                 |                  |        |        |        |  |                  |            |            |            |  | Atlético Mineiro | 0      | 2 (4)  |        |
|  |        | Olimpia           | 2      | 0 (3)  |                 |                  |        |        |        |  |                  |            |            |            |  |                  |        |        |        |
|  | 2      | Olimpia           | 2      | 0 (3)  | Santa Fe        | 1                | 1      |        |        |  |                  |            |            |            |  |                  |        |        |        |
|  | 2      |                   |        |        | Santa Fe        | 1                | 1      |        |        |  |                  |            |            |            |  |                  |        |        |        |
|  | 15     | Grêmio            | 2      | 0      |                 |                  |        |        |        |  |                  |            |            |            |  |                  |        |        |        |
|  | 15     | Grêmio            | 2      | 0      |                 | Santa Fe         | 3      | 2      |        |  |                  |            |            |            |  |                  |        |        |        |
|  |        |                   |        |        |                 | Santa Fe         | 3      | 2      |        |  |                  |            |            |            |  |                  |        |        |        |
|  |        | Real Garcilaso    | 1      | 0      |                 |                  |        |        |        |  |                  |            |            |            |  |                  |        |        |        |
|  | 7      | Real Garcilaso    | 1      | 0      | Nacional        | 0                | 1 (1)  |        |        |  |                  |            |            |            |  |                  |        |        |        |
|  | 7      |                   |        |        | Nacional        | 0                | 1 (1)  |        |        |  |                  |            |            |            |  |                  |        |        |        |
|  | 10     | Real Garcilaso    | 1      | 0 (4)  |                 |                  |        |        |        |  |                  |            |            |            |  |                  |        |        |        |
|  | 10     | Real Garcilaso    | 1      | 0 (4)  |                 |                  |        |        |        |  | Santa Fe         | 0          | 1          |            |  |                  |        |        |        |
|  |        |                   |        |        |                 |                  |        |        |        |  | Santa Fe         | 0          | 1          |            |  |                  |        |        |        |
|  |        | Olimpia           | 2      | 0      |                 |                  |        |        |        |  |                  |            |            |            |  |                  |        |        |        |
|  | 3      | Olimpia           | 2      | 0      | Olimpia         | 1                | 2      |        |        |  |                  |            |            |            |  |                  |        |        |        |
|  | 3      |                   |        |        | Olimpia         | 1                | 2      |        |        |  |                  |            |            |            |  |                  |        |        |        |
|  | 14     | Tigre             | 2      | 0      |                 |                  |        |        |        |  |                  |            |            |            |  |                  |        |        |        |
|  | 14     | Tigre             | 2      | 0      |                 | Olimpia          | 0      | 2      |        |  |                  |            |            |            |  |                  |        |        |        |
|  |        |                   |        |        |                 | Olimpia          | 0      | 2      |        |  |                  |            |            |            |  |                  |        |        |        |
|  |        | Fluminense        | 0      | 1      |                 |                  |        |        |        |  |                  |            |            |            |  |                  |        |        |        |
|  | 6      | Fluminense        | 0      | 1      | Fluminense      | 1                | 2      |        |        |  |                  |            |            |            |  |                  |        |        |        |
|  | 6      |                   |        |        | Fluminense      | 1                | 2      |        |        |  |                  |            |            |            |  |                  |        |        |        |
|  | 11     | Emelec            | 2      | 0      |                 |                  |        |        |        |  |                  |            |            |            |  |                  |        |        |        |

### Ottavi di finale
| Squadra 1         | Totale            | Squadra 2        | Andata | Ritorno |
| ----------------- | ----------------- | ---------------- | ------ | ------- |
| San Paolo         | 2 – 6             | Atlético Mineiro | 1 – 2  | 1 – 4   |
| Grêmio            | 2 – 2 (gfc)       | Santa Fe         | 2 – 1  | 0 – 1   |
| Tigre             | 2 – 3             | Olimpia          | 2 – 1  | 0 – 2   |
| Boca Juniors      | 2 – 1             | Corinthians      | 1 – 0  | 1 – 1   |
| Newell's Old Boys | 2 – 2 (gfc)       | Vélez Sarsfield  | 0 – 1  | 2 – 1   |
| Emelec            | 2 – 3             | Fluminense       | 2 – 1  | 0 – 2   |
| Real Garcilaso    | 1 – 1 (4 – 1 dtr) | Nacional         | 1 – 0  | 0 – 1   |
| Club Tijuana      | 2 – 1             | Palmeiras        | 0 – 0  | 2 – 1   |

### Quarti di finale
| Squadra 1      | Totale             | Squadra 2         | Andata | Ritorno |
| -------------- | ------------------ | ----------------- | ------ | ------- |
| Club Tijuana   | 3 – 3 (gfc)        | Atlético Mineiro  | 2 – 2  | 1 – 1   |
| Real Garcilaso | 1 – 5              | Santa Fe          | 1 – 3  | 0 – 2   |
| Fluminense     | 1 – 2              | Olimpia           | 0 – 0  | 1 – 2   |
| Boca Juniors   | 0 – 0 (9 – 10 dtr) | Newell's Old Boys | 0 – 0  | 0 – 0   |

### Semifinali
| Squadra 1         | Totale            | Squadra 2        | Andata | Ritorno |
| ----------------- | ----------------- | ---------------- | ------ | ------- |
| Newell's Old Boys | 2 – 2 (2 - 3 dtr) | Atlético Mineiro | 2 – 0  | 0 – 2   |
| Olimpia           | 2 – 1             | Santa Fe         | 2 – 0  | 0 – 1   |

### Finale
| Squadra 1 | Totale            | Squadra 2        | Andata | Ritorno |
| --------- | ----------------- | ---------------- | ------ | ------- |
| Olimpia   | 2 – 2 (3 - 4 dtr) | Atlético Mineiro | 2 – 0  | 0 – 2   |

## Classifica marcatori
| Gol |  |  | Giocatore             | Squadra           |
| --- |  |  | --------------------- | ----------------- |
| 7   |  |  | Jô                    | Atlético Mineiro  |
| 6   |  |  | Diego Tardelli        | Atlético Mineiro  |
| 6   |  |  | Ignacio Scocco        | Newell's Old Boys |
| 5   |  |  | Fredy Bareiro         | Olimpia           |
| 5   |  |  | Luís Fabiano          | San Paolo         |
| 5   |  |  | Braian Rodríguez      | Huachipato        |
| 5   |  |  | Juan Manuel Salgueiro | Olimpia           |
| 4   |  |  | Irven Ávila           | Sporting Cristal  |
| 4   |  |  | Bernard               | Atlético Mineiro  |
| 4   |  |  | Cristian Borja        | Santa Fe          |
| 4   |  |  | Rubén Botta           | Tigre             |
| 4   |  |  | Juan Carlos Ferreyra  | Olimpia           |
| 4   |  |  | Paolo Guerrero        | Corinthians       |
| 4   |  |  | Jádson                | San Paolo         |
| 4   |  |  | Rogerio Leichtweis    | Deportes Tolima   |
| 4   |  |  | Fidel Martínez        | Club Tijuana      |
| 4   |  |  | Wilder Medina         | Santa Fe          |
| 4   |  |  | Matías Pérez García   | Tigre             |
| 4   |  |  | Ronaldinho            | Atlético Mineiro  |
| 4   |  |  | Manuel Villalobos     | Deportes Iquique  |